# Émile Marcus

Wappen als Erzbischof

Émile Marcus PSS (* 29. Juni 1930 in Neuilly-Plaisance) ist ein französischer römisch-katholischer Geistlicher und Alterzbischof von Toulouse.

## Leben
Émile Marcus trat der Ordensgemeinschaft der Sulpizianer bei und empfing am 29. Juni 1957 die Priesterweihe.
Papst Paul VI. ernannte ihn am 16. Februar 1977 zum Weihbischof in Paris und Titularbischof von Tres Tabernae. Der Erzbischof von Paris, Gabriel Auguste François Kardinal Marty, spendete ihm am 13. Mai desselben Jahres die Bischofsweihe; Mitkonsekratoren waren die Pariser Weihbischöfe Daniel-Joseph-Louis-Marie Pézeril und Georges Gilson.
Papst Johannes Paul II. ernannte ihn am 15. April 1982 zum Bischof von Nantes. Am 7. Mai 1996 wurde er zum Erzbischof von Toulouse ernannt und am 3. Dezember desselben Jahres in das Amt eingeführt. Am 11. Juli 2006 nahm Papst Benedikt XVI. seinen altersbedingten Rücktritt an.